# Conselho Supremo para a Reconstrução Nacional
O Conselho Supremo para a Reconstrução Nacional, inicialmente denominado Comitê Militar Revolucionário, foi uma junta militar que supervisionou o governo da Coreia do Sul de 16 de maio de 1961 até a inauguração da Terceira República da Coreia do Sul, em 1963. Foi composta em grande parte de oficiais militares que estiveram envolvidos ou apoiaram o Golpe de Estado de 16 de Maio que derrubou a Segunda República da Coreia do Sul. O conselho era presidido inicialmente por Chang Do-yong, e, posteriormente, por Park Chung-hee. O presidente da Segunda República, Yun Bo-seon, permaneceu no cargo como uma figura decorativa.

## Principais eventos
Um golpe militar liderado pelo Major General (mais tarde Tenente General / General) Park Chung-hee em 16 de maio de 1961 pôs um fim efetivo a Segunda República. Park foi parte de um grupo de líderes militares que estavam pressionando pela despolitização do exército. Insatisfeitos com as medidas empreendidas pela Segunda República, optaram por resolver o assunto por suas próprias mãos.
Os líderes militares prometeram devolver o governo para um sistema democrático o mais rapidamente possível. Em 2 de dezembro de 1962, foi realizado um referendo para um retorno a um sistema presidencial de governo, o qual teria sido aprovado com uma maioria de 78%.  Park e os outros líderes militares se comprometeram a não concorrer a cargos nas próximas eleições. No entanto, Park concorreria à presidência de qualquer forma, vencendo a eleição de 1963 por margem estreita. 

## Economia
O Conselho Supremo foi o primeiro governo sul-coreano a introduzir o planejamento econômico. O primeiro plano sul-coreano de cinco anos, foi inaugurado em 1962. Embora a Segunda República havia estabelecido as bases para tais planos, não fora capaz de colocá-los em prática.